# Sainte-Colombe (Manche)
Pour les articles homonymes, voir Sainte-Colombe.
Sainte-Colombe est une commune française située dans le département de la Manche en région Normandie, peuplée de 181 habitants.

## Géographie

### Localisation
La commune est située au cœur de la péninsule du Cotentin. Son bourg est à 6 km au nord de Saint-Sauveur-le-Vicomte, à 12 km au sud-est de Bricquebec et à 13 km au sud de Valognes.
Les communes limitrophes sont Golleville, Biniville, Hautteville-Bocage, Néhou, Rauville-la-Place, Reigneville-Bocage et Saint-Sauveur-le-Vicomte.

### Hydrographie
La commune est située dans le bassin Seine-Normandie. Elle est drainée par la Douve, le cours d'eau 01 de la Loge Goulienne, le cours d'eau 01 de Sainte-Colombe, la Perruque et divers autres petits cours d'eau,.
La Douve, d'une longueur de 79 km, prend sa source dans la commune de Tollevast et se jette dans la baie de Seine à Carentan-les-Marais, après avoir traversé 28 communes. Son débit moyen mensuel est de 9,35 m3/s. Le débit moyen journalier maximum est de 72,3 m3/s, atteint lors de la crue du 3 janvier 2024. Le débit instantané maximal est quant à lui de 78,9 m3/s, atteint le même jour.

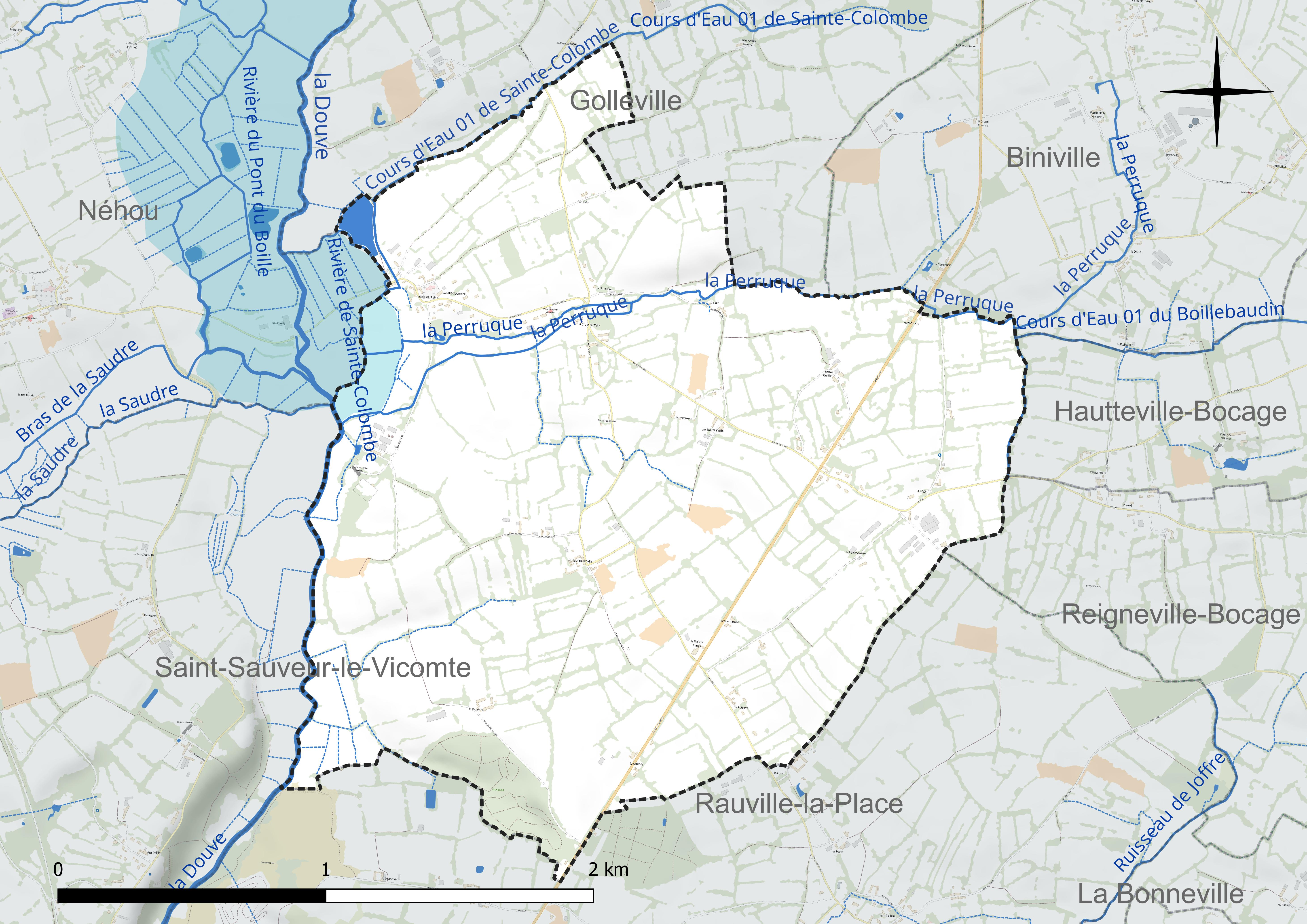
Réseau hydrographique de Sainte-Colombe.

### Climat
Pour des articles plus généraux, voir Climat de la Normandie et Climat de la Manche.
En 2010, le climat de la commune est de type climat océanique franc, selon une étude du CNRS s'appuyant sur une série de données couvrant la période 1971-2000. En 2020, Météo-France publie une typologie des climats de la France métropolitaine dans laquelle la commune est exposée à un climat océanique et est dans la région climatique  Normandie (Cotentin, Orne), caractérisée par une pluviométrie relativement élevée (850 mm/a) et un été frais (15,5 °C) et venté. Parallèlement le GIEC normand, un groupe régional d’experts sur le climat, différencie quant à lui, dans une étude de 2020, trois grands types de climats pour la région Normandie, nuancés à une échelle plus fine par les facteurs géographiques locaux. La commune est, selon ce zonage, exposée à un « climat maritime », correspondant au Cotentin et à l'ouest du département de la Manche, frais, humide et pluvieux, où les contrastes pluviométrique et thermique sont parfois très prononcés en quelques kilomètres quand le relief est marqué.
Pour la période 1971-2000, la température annuelle moyenne est de 11,1 °C, avec une amplitude thermique annuelle de 10,9 °C. Le cumul annuel moyen de précipitations est de 871 mm, avec 14 jours de précipitations en janvier et 6,8 jours en juillet. Pour la période 1991-2020, la température moyenne annuelle observée sur la station météorologique la plus proche, située sur la commune de Sainte-Marie-du-Mont à 22 km à vol d'oiseau, est de 11,6 °C et le cumul annuel moyen de précipitations est de 890,0 mm,. Pour l'avenir, les paramètres climatiques de la commune estimés pour 2050 selon différents scénarios d’émission de gaz à effet de serre sont consultables sur un site dédié publié par Météo-France en novembre 2022.

## Urbanisme

### Typologie
Au 1er janvier 2024, Sainte-Colombe est catégorisée commune rurale à habitat très dispersé, selon la nouvelle grille communale de densité à sept niveaux définie par l'Insee en 2022.
Elle est située hors unité urbaine et hors attraction des villes,.

### Occupation des sols
L'occupation des sols de la commune, telle qu'elle ressort de la base de données européenne d’occupation biophysique des sols Corine Land Cover (CLC), est marquée par l'importance des territoires agricoles (96,9 % en 2018), une proportion identique à celle de 1990 (96,9 %).
La répartition détaillée en 2018 est la suivante : prairies (84 %), terres arables (8,9 %), zones agricoles hétérogènes (4 %), forêts (3,1 %).

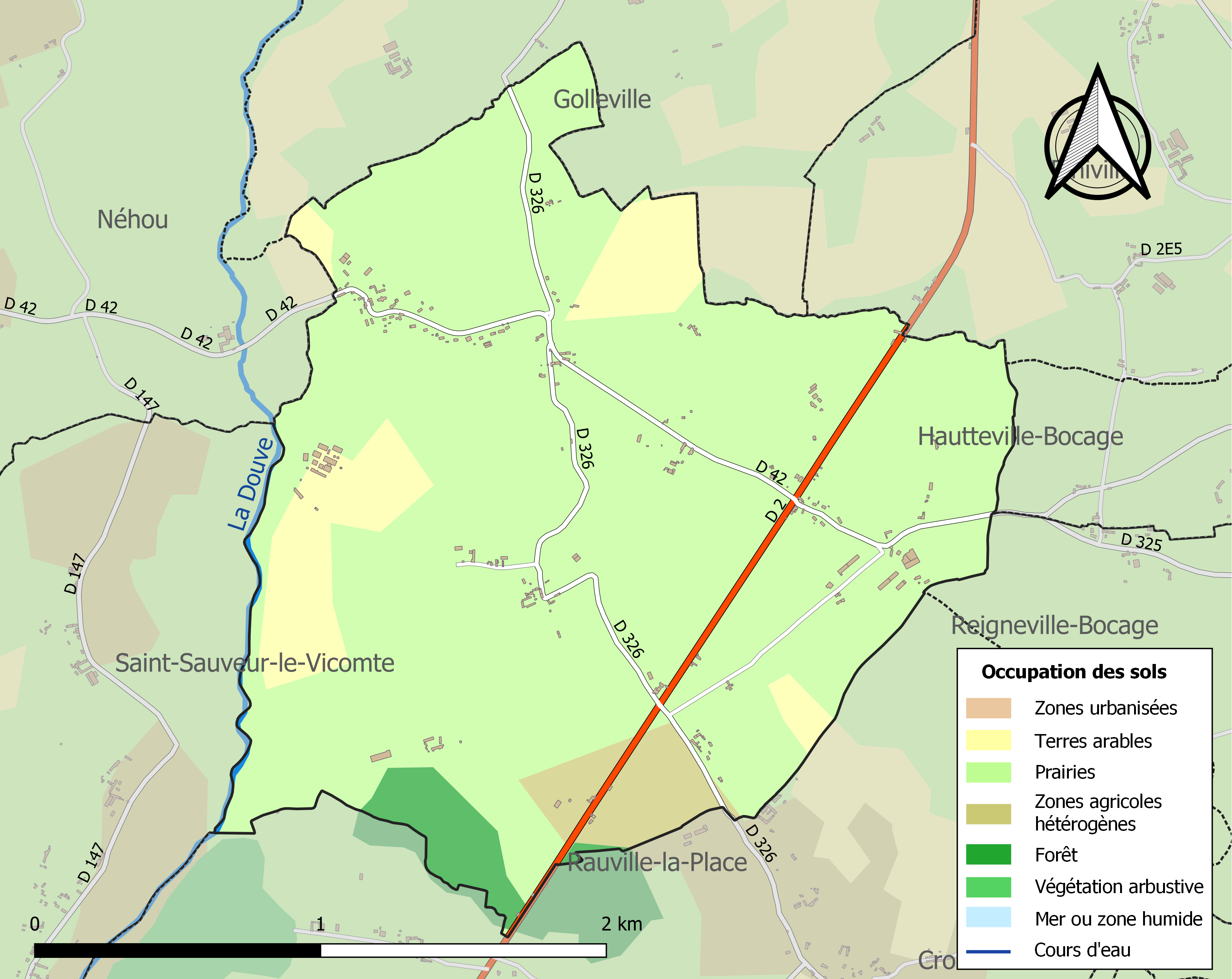
Carte des infrastructures et de l'occupation des sols de la commune en 2018 (CLC).

L'évolution de l’occupation des sols de la commune et de ses infrastructures peut être observée sur les différentes représentations cartographiques du territoire : la carte de Cassini (XVIIIe siècle), la carte d'état-major (1820-1866) et les cartes ou photos aériennes de l'IGN pour la période actuelle (1950 à aujourd'hui).

## Toponymie
Le nom de la localité est attesté sous la forme Sancta Columba en 1054.
La paroisse était dédiée à Colombe de Sens, martyre du IIIe siècle.

## Histoire

### Moyen Âge
Au XIIe siècle, la paroisse relevait de l'honneur de Néhou.
En 1105, Richard de Reviers donne l'église Sainte-Colombe à la collégiale de Néhou qu'il vient de fonder, et que Guillaume de Vernon transmettra à l'abbaye de Montebourg. 

### Temps modernes
En 1567, Jacques de La Vigne, écuyer, sieur du Saulxey, est taxé pour ce fief de 20 livres dans le rôle des nobles et roturiers, au titre du ban et de l'arrière ban de la vicomté de Coutances, réalisé par Gilles Dancel, seigneur d'Audouville, lieutenant général du bailli de Cotentin, tenu à Coutances les 20-22 octobre. Le fief du Saulxey à Sainte-Colombe, qui valait un sixième de fief de haubert, relevait de la  baronnie d'Orglandes.
Le dernier seigneur de la paroisse fut Jean-Baptiste Le Courtois (1745-1801), chevalier, qui sera maire de la commune de 1800 à 1801.

### Époque contemporaine
Lors de la bataille de Normandie, en 1944, Sainte-Colombe est libérée le 17 juin par la 9e division d'infanterie américaine, durant l'avancée en vue de la coupure du Cotentin réalisée la nuit suivante.

## Politique et administration
| Période                                  | Période   | Identité                                     | Étiquette | Qualité              |
| ---------------------------------------- | --------- | -------------------------------------------- | --------- | -------------------- |
| 1826                                     | 1869      | Charles-Alfred Le Courtois de Sainte-Colombe |           | Conseiller général   |
|                                          |           |                                              |           |                      |
| 1941                                     | 1954      | Jean-Lemarinier                              |           |                      |
| 1954                                     | 1971      | Pierre Doguet                                |           |                      |
| 1971                                     | 1987      | Bernard Doguet                               |           |                      |
| 1987                                     | mars 2008 | Paulette Doguet                              | SE        | Secrétaire de mairie |
| mars 2008                                | En cours  | Jacqueline Mabire-Guérard                    | SE        |                      |
| Les données manquantes sont à compléter. |           |                                              |           |                      |

Le conseil municipal est composé de onze membres dont le maire et deux adjoints.

## Population et société
Les habitants de la commune sont appelés les Saint-Colombien.

### Démographie
L'évolution du nombre d'habitants est connue à travers les recensements de la population effectués dans la commune depuis 1793. Pour les communes de moins de 10 000 habitants, une enquête de recensement portant sur toute la population est réalisée tous les cinq ans, les populations de référence des années intermédiaires étant quant à elles estimées par interpolation ou extrapolation. Pour la commune, le premier recensement exhaustif entrant dans le cadre du nouveau dispositif a été réalisé en 2004.
En 2022, la commune comptait 181 habitants, en évolution de −16,2 % par rapport à 2016 (Manche : −0,31 %, France hors Mayotte : +2,11 %).
Sainte-Colombe a compté jusqu'à 356 habitants en 1846.
| 1793 | 1800 | 1806 | 1821 | 1831 | 1836 | 1841 | 1846 | 1851 |
| ---- | ---- | ---- | ---- | ---- | ---- | ---- | ---- | ---- |
| 309  | 297  | 323  | 335  | 325  | 334  | 351  | 356  | 344  |

| 1856 | 1861 | 1866 | 1872 | 1876 | 1881 | 1886 | 1891 | 1896 |
| ---- | ---- | ---- | ---- | ---- | ---- | ---- | ---- | ---- |
| 322  | 337  | 324  | 300  | 308  | 304  | 308  | 244  | 257  |

| 1901 | 1906 | 1911 | 1921 | 1926 | 1931 | 1936 | 1946 | 1954 |
| ---- | ---- | ---- | ---- | ---- | ---- | ---- | ---- | ---- |
| 220  | 213  | 200  | 195  | 230  | 201  | 183  | 206  | 194  |

| 1962 | 1968 | 1975 | 1982 | 1990 | 1999 | 2004 | 2006 | 2009 |
| ---- | ---- | ---- | ---- | ---- | ---- | ---- | ---- | ---- |
| 169  | 160  | 127  | 144  | 145  | 157  | 159  | 164  | 209  |

| 2014 | 2019 | 2022 | - | - | - | - | - | - |
| ---- | ---- | ---- | - | - | - | - | - | - |
| 215  | 196  | 181  | - | - | - | - | - | - |

## Culture locale et patrimoine

### Lieux et monuments
- Église Sainte-Colombe du XIIIe siècle avec porche du XVIe siècle. Elle abrite deux statues du XVIe : sainte Barbe et sainte Madeleine, une Vierge à l'Enfant du XIVe, un calice et sa patène du XIXe, classés au titre objet aux monuments historiques[34], ainsi qu'un maître-autel du XVIIe, un lavabo du XVIe, une statue de saint Jacques du XVe, saint Germain d'Auxerre du XVe, un tableau de l'Assomption du XVIIe[21].

En 1991, fut découvert derrière le maître-autel deux fresques du XVIe, dont un christ aux yeux bandés.
- Croix de cimetière du XVIIIe siècle.
- Château de Sainte-Colombe du XVIIe siècle.

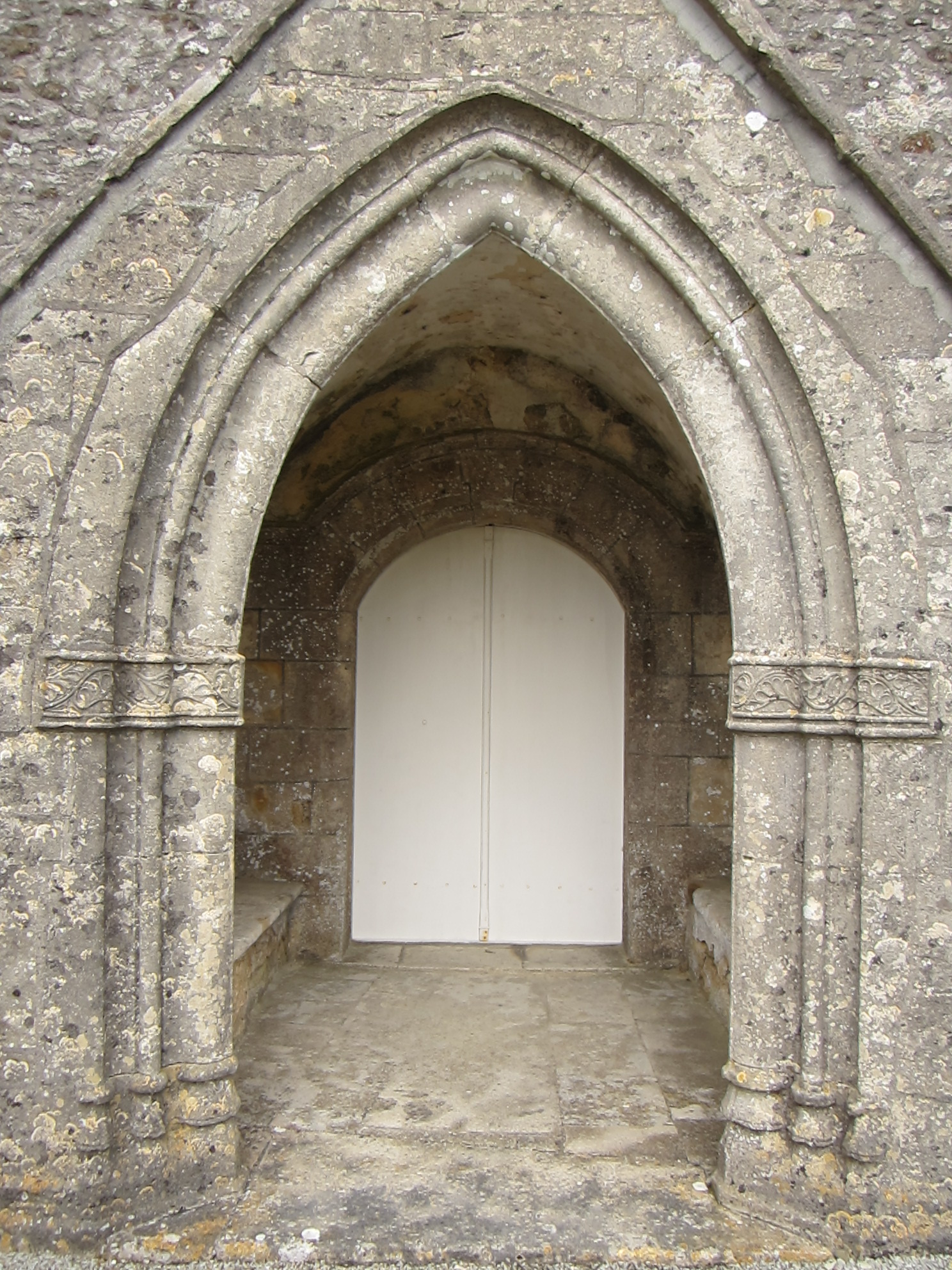
Le porche de l'église.
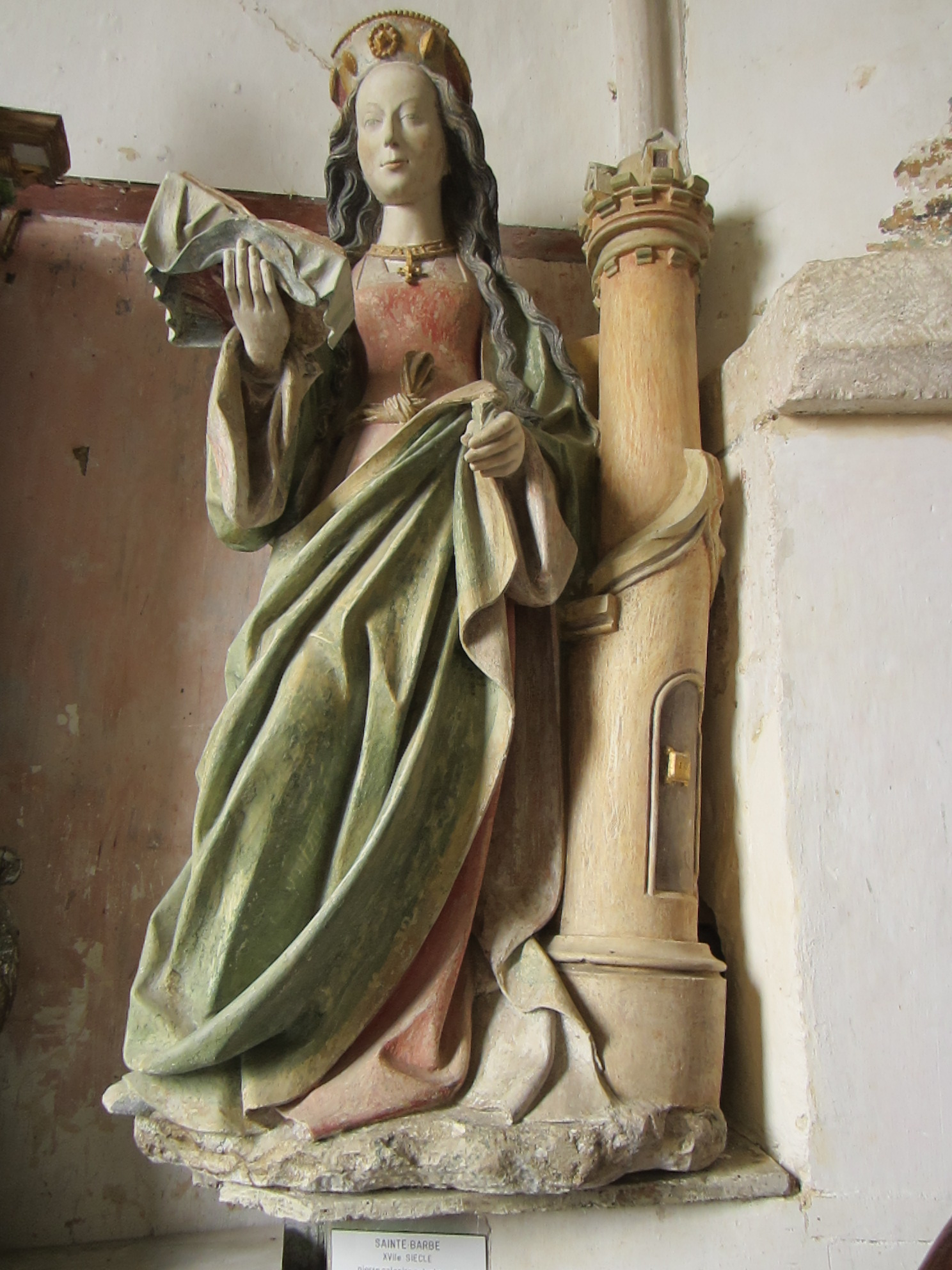
La statue de sainte Barbe.
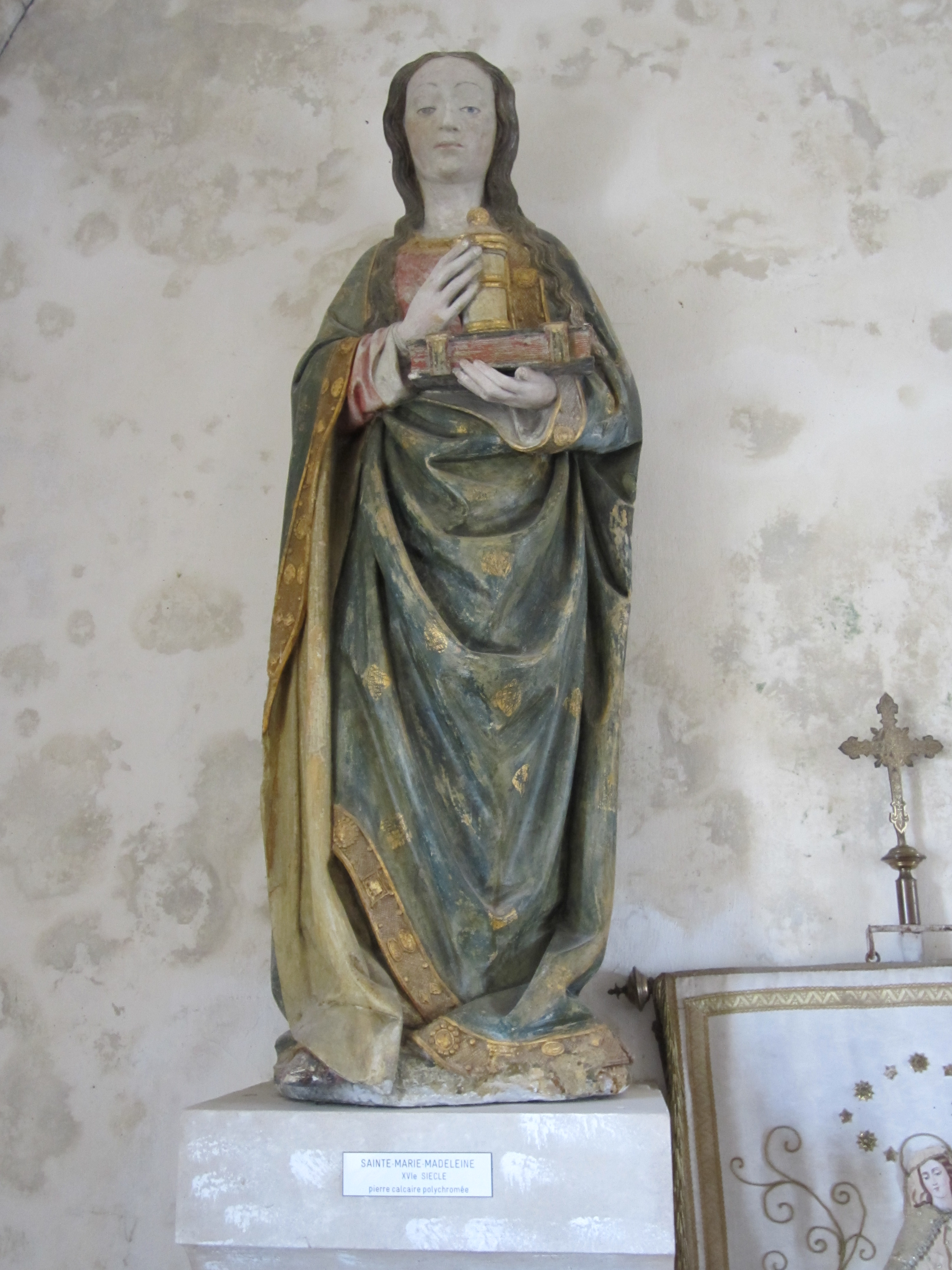
La statue de sainte Marie-Madeleine.
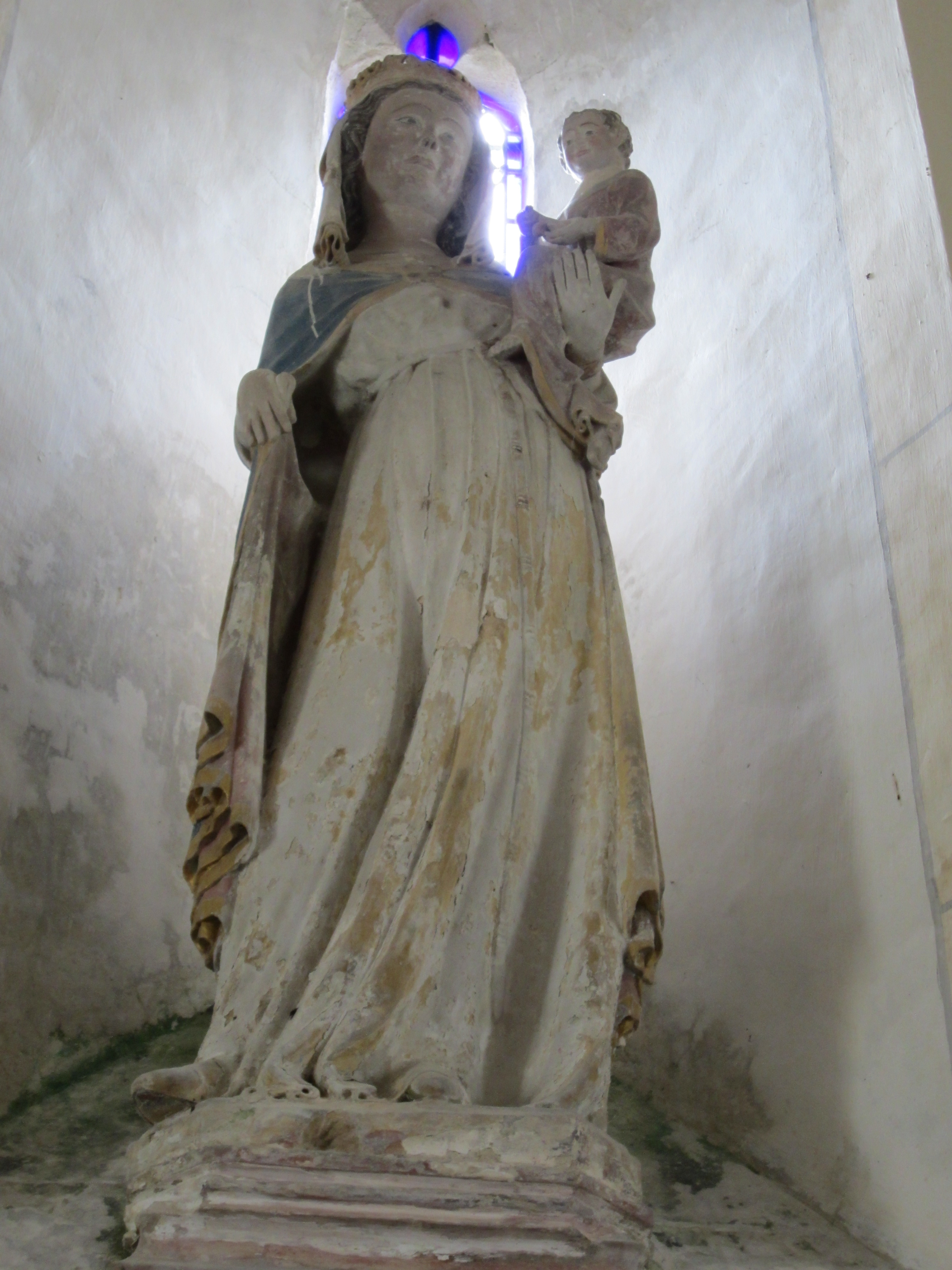
La Vierge à l'Enfant.